# O, låt min tro få vingar
O, låt min tro få vingar eller O, giv mig trones vingar är en sång vars verser skrevs 1709 av Isaac Watts och körtexten skrevs av Robert Lowry som även tonsatt sången. Den svenska översättningen gjordes 1904 av  Karl Larsson.

## Publicerad i
- Musik till Frälsningsarméns sångbok 1907 som nr 42 med titeln "O, gif mig trones vingar".
- Frälsningsarméns sångbok 1929 som nr 482 under rubriken "De yttersta tingen och himmelen" med titeln "O, giv mig trones vingar".
- Frälsningsarméns sångbok 1968 som nr 552 under rubriken "Evighetshoppet" med titeln "O, giv mig trones vingar".
- Frälsningsarméns sångbok 1990 som nr 705 under rubriken "Framtiden och hoppet" med titeln "O, låt min tro få vingar".